# 山形県立置賜農業高等学校
山形県立置賜農業高等学校（やまがたけんりつ おきたまのうぎょうこうとうがっこう、英: Yamagata Prefectural Okitama Agricultural High School）は、山形県東置賜郡川西町にある県立の農業高等学校。

## 設置学科
全日制の課程
- 生物生産科（農業に関する学科）
- 園芸福祉科（農業に関する学科）
- 食料環境科（農業に関する学科）

## 沿革
- 1895年（明治28年） - 置賜郡立蚕業学校として創立。
- 1901年（明治34年） - 山形県立置賜農学校となる。
- 1948年（昭和23年） - 学制改革により山形県立置賜農業高等学校となる。
- 2013年（平成25年）3月 - 飯豊分校を統合。
- 2024年（令和6年） - 学科を3→2学科に変更　（予定）

## 部活動
運動部
- ホッケー部
- 陸上競技部
- 柔道部
- 女子バレーボール部
- 男子バレーボール部
- バスケットボール部
- 野球部
- 卓球部
- 弓道部
- 剣道部

文化部
- 演劇部
- 吹奏楽部
- 美術部
- アグリサイエンス部
- 茶道部
- 生活部

## 主な卒業生
- 橋本伸広 - バスケットボール選手
- 黒澤信彦 - 稲作農家

## 姉妹校
- 宮崎県立高鍋農業高等学校
- 国立台南大学附属中学

## アクセス
- JR米坂線羽前小松駅 徒歩20分